# Kostiantyn Wiwczarenko
Kostiantyn Rusłanowycz Wiwczarenko, ukr. Костянтин Русланович Вівчаренко (ur. 10 czerwca 2002 w Odessie) – ukraiński piłkarz, grający na pozycji obrońcy.

## Kariera piłkarska

### Kariera klubowa
Wychowanek Szkoły Sportowej Czornomoreć Odessa oraz Akademii Piłkarskiej Dynamo Kijów, barwy których bronił w juniorskich mistrzostwach Ukrainy (DJuFL). 2 września 2018 roku rozpoczął karierę piłkarską w juniorskiej drużynie Dynamo U-19, potem grał w młodzieżowej drużynie. 11 września 2022 debiutował w podstawowej jedenastce schodząc z boiska w 61 minucie meczu z FK Lwów.

### Kariera reprezentacyjna
W 2017 debiutował w juniorskiej reprezentacji Ukrainy U-16. W latach 2018–2019 występował w reprezentacji U-17. Potem od 2021 bronił barw młodzieżówki.

## Sukcesy i odznaczenia

### Sukcesy reprezentacyjne
Ukraina U-21
- brązowy medalista Mistrzostw Europy U-21: 2023